# Heer (Wehrmacht)
Lo Heer /heːɐ̯/ ("esercito" in lingua tedesca) era la forza armata di terra della Wehrmacht. Era dotata di un proprio comando supremo (Oberkommando des Heeres, abbreviato OKH), formalmente sottoposto al comando supremo delle forze armate (Oberkommando der Wehrmacht, OKW), ma in pratica dotato di larga autonomia, tanto che, nel corso del conflitto, arriverà a gestire tutte le operazioni del fronte orientale.
Esistevano grandi unità terrestri che non facevano parte dello Heer: le Divisioni della Luftwaffe, cioè quelle campali (Luftwaffe Feld-Division) e quelle paracadutisti (Fallschirmjäger-Division), le Divisioni di fanteria di Marina e le Divisioni delle Waffen-SS.
L'esercito tedesco nella seconda guerra mondiale si dimostrò nel complesso una forza combattente temibile grazie soprattutto alle sue tattiche moderne, alla dottrina operativa elastica ed aggressiva e all'efficienza dei suoi armamenti. Nettamente superiore agli eserciti avversari nella prima parte della guerra, nel complesso continuò a combattere con determinazione fino alla fine del conflitto, nonostante le continue perdite in particolare sul Fronte orientale e la sempre crescente inferiorità di uomini e mezzi rispetto alla coalizione nemica.
I soldati tedeschi in generale erano bene addestrati e influenzati soprattutto all'inizio della guerra dai concetti razzisti del nazismo del Herrenvolk e del superuomo germanico. Guidati da ottimi sottufficiali e ufficiali inferiori, dimostrarono tenacia e coraggio su tutti i fronti; secondo molti autori moderni, l'esercito tedesco rimane la più efficiente forza combattente della seconda guerra mondiale.

## Storia
Nel 1939 la Germania era divisa in 18 regioni militari (tedesco: Wehrkreise), ciascuna delle quali costituiva deposito per un certo numero di divisioni e formava una base per i loro reggimenti. In caso di mobilitazione, le divisioni effettive erano 51: 39 divisioni di fanteria (di cui 4 motorizzate), 5 divisioni corazzate (più una brigata), 4 divisioni leggere, 3 divisioni da montagna.
Allo scoppio della guerra gli organici dell'esercito tedesco furono rapidamente ampliati con l'inclusione di 17 divisioni di riserva, 20 divisioni territoriali (tedesco: Landwehr) e 14 di ricambio (Ersatz).
I vari wehrkreis disponevano di centri di reclutamento, scuole e reparti di addestramento ed erano incaricati di preparare, organizzare e equipaggiare continuamente nuove divisioni da inviare all'esercito combattente; questo sistema permetteva il sistematico afflusso di nuovi reparti e la costituzione di unità omogenee costituite da soldati in gran parte originari dalle stesse regioni geografiche.
All'inizio della seconda guerra mondiale il generale Walther von Brauchitsch era il comandante in capo dell'esercito tedesco (Oberbefehlshaber des Heeres), ma dopo la disfatta nella battaglia di Mosca, Adolf Hitler destituì il generale e assunse personalmente la guida dello Heer che continuò a comandare in modo sempre più autoritario fino alla morte il 30 aprile 1945. Il comandante in capo era coadiuvato dal capo di stato maggiore (Chef des Generalstabes des Heeres) che fino al 30 settembre 1942 fu il generale Franz Halder, sostituito dal generale Kurt Zeitzler fino all'estate 1944 e infine dai generali Heinz Guderian e Hans Krebs che si suicidò durante la battaglia di Berlino. Altri ufficiali generali con incarichi di grande importanza durante la guerra furono il Quartiermastro generale, incaricato dell'equipaggiamento e dell'armamento dell'esercito, il generale Eduard Wagner, e il responsabile superiore delle trasmissioni, il generale Erich Fellgiebel.
Pochi giorni prima dell'inizio della guerra, lo Heer venne suddiviso in Feldheer, l'esercito campale operativo che partì per il fronte, e Ersatzheer, le forze di riserva che sarebbero rimaste in Germania con incarichi di presidio, supporto e sostegno. Il generale Friedrich Fromm fu, fino al suo coinvolgimento nel complotto contro Hitler del 20 luglio 1944, il responsabile dello Ersatzheer con l'incarico di preparare sempre nuovi reparti da trasferire nel Feldheer. L'esercito campale era a sua volta suddiviso in:
- truppe da combattimento (Fechtende Truppen), costituite da strutture di comando, fanteria, cavalleria, artiglieria, genio, trasmissioni e truppe motomeccanizzate;
- servizio di supporto (Versorgungstruppen) costituite da unità di trasporto, sanità, veterinaria, posta, polizia militare (Feldgendarmerie), presidio;
- infine truppe di sicurezza (Sicherungstruppen), con comandi di retrovia, difesa territoriale di seconda linea, campi di prigionieri di guerra[6].

## Organizzazione

### Divisioni di fanteria

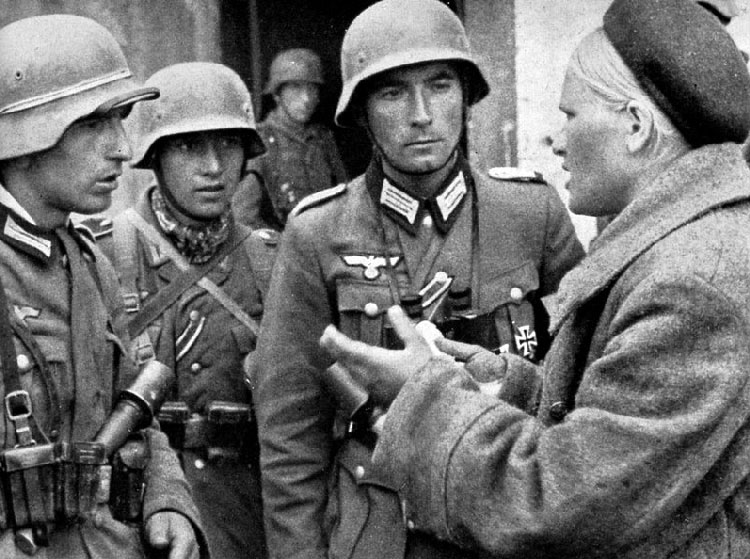
Soldati tedeschi interrogano civili durante la campagna del 1942 in Crimea sul fronte orientale.

Nei primi anni di guerra, la tipica divisione di fanteria comprendeva 3 reggimenti di fanteria (ciascuno di circa 3.000 uomini) e un reggimento di artiglieria, oltre alle varie unità di supporto (reparti esploratori, controcarri, trasmissioni, genio, rifornimenti, complementi, servizio sanitario). Contrariamente agli altri eserciti del periodo, il battaglione genio ed esplorante erano vere e proprie unità di combattimento, ed essendo dotate di lanciafiamme e di cannoni controcarro (in genere calibro 50 o 88 mm) spesso si impegnavano direttamente contro il nemico.
Il reggimento di fanteria aveva un suo comando con una compagnia di comando e un plotone di trasmissioni, ciclisti e genieri. Il battaglione di fanteria comprendeva 3 compagnie fucilieri (circa 180 uomini con una squadra dotata di fucili controcarro), una compagnia mitraglieri su 3 plotoni (12 uomini con 2 mitragliatrici pesanti per plotone), un plotone mortai pesanti formato di 3 squadre con 19 uomini ciascuna e 2 mortai da 81 mm. In totale, un reggimento di fanteria era dotato del seguente armamento: 26 mitragliatrici pesanti, 85 mitragliatrici leggere, 18 mortai da 81 mm, 27 mortai da 50 mm, 12 cannoni controcarro da 37 mm, 6 cannoni da fanteria da 75 mm, 2 obici da fanteria da 150 mm.
Il reggimento di artiglieria era articolato in 3 gruppi di artiglieria da campagna, ognuno su 3 batterie da 4 cannoni da 105 mm. Oltre all'artiglieria divisionale, sia le armate che i corpi d'armata disponevano di batterie supplementari dotate di artiglierie medie e pesanti. Gran parte delle artiglierie contraeree pesanti erano sotto il controllo della Luftwaffe, ma potevano essere assegnate all'esercito per operazioni specifiche.

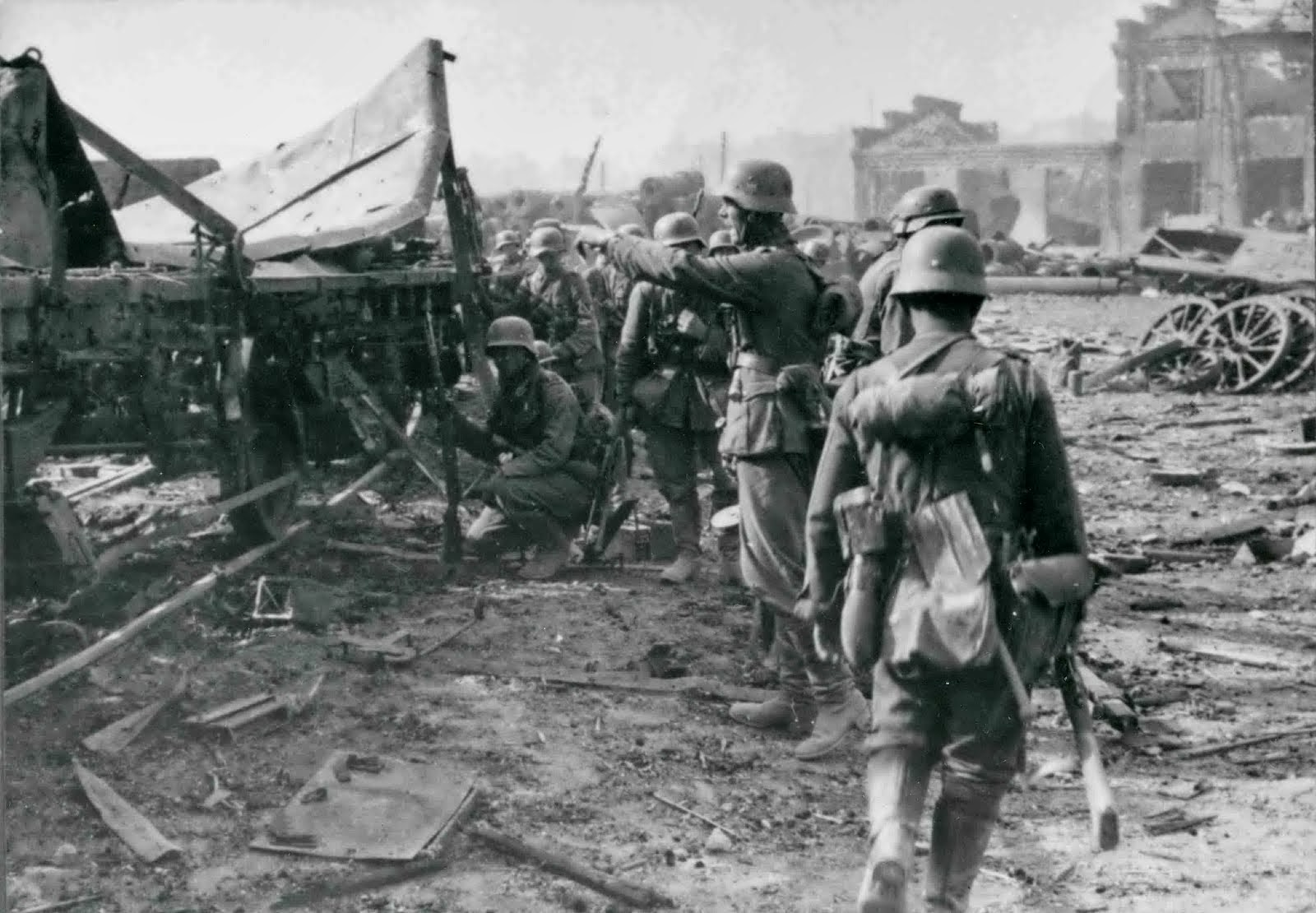
Squadra d'assalto tedesca della 305. Infanterie-Division in azione tra le rovine durante i violentissimi combattimenti nella città di Stalingrado

Nel giugno del 1941 esistevano 175 divisioni di fanteria; nel gennaio del 1943 questa cifra era salita a 226 e, alla fine della seconda guerra mondiale, le divisioni erano circa 240. Sebbene il numero complessivo dei fanti aumentasse, una divisione del 1945 aveva la metà degli effettivi di una divisione del 1941.
Nel 1943 la scarsità di uomini disponibili per l'esercito cominciò a diventare evidente, specialmente dopo la perdita dell'intera 6ª armata nella battaglia di Stalingrado; quindi, la forza effettiva della divisione fu ridotta e si fece ricorso ad un nuovo ordinamento. Conosciuta come "divisione 1944", questa nuova unità doveva avere una forza di 12.772 uomini, invece dei 17.734 della divisione del 1939, ma la sua potenza di fuoco era in realtà maggiore. La divisione era costituita da 3 reggimenti di fanteria (di circa 2.000 uomini ciascuno), un reggimento di artiglieria (2.000 uomini) e i consueti supporti e servizi divisionali. Nella maggioranza delle "divisioni 1944", la vecchia struttura ternaria (3 reggimenti di 3 battaglioni) fu abbandonata a favore dei reggimenti di 2 battaglioni. Il battaglione aveva una forza di poco superiore ai 700 uomini e, normalmente, era diviso in 3 compagnie fucilieri (140 uomini ciascuna), una compagnia armi pesanti (200 uomini) e un'unità di rifornimenti. Le armi di accompagnamento di un reggimento di fanteria comprendevano: 24 mitragliatrici pesanti, 107 mitragliatrici leggere, 334 fucili mitragliatori, 4 mortai da 120 mm, 6 mortai da 81 mm, 2 obici per fanteria da 150 mm, 6 obici per fanteria da 75 mm, 3 cannoni controcarro da 75 mm, 36 armi leggere controcarro.
Nella primavera del 1945 le unità della Wehrmacht erano ormai gravemente indebolite: le divisioni di fanteria avevano in media 7.000 uomini ciascuna e si fece pertanto ricorso al Volkssturm (l'equivalente tedesco della guardia nazionale britannica), composto da adolescenti e di uomini di mezza età con scarse armi e difettante di addestramento. Nel complesso tuttavia le divisioni l'esercito tedesco continuarono ad opporre resistenza fino al collasso finale del Terzo Reich; sul fronte orientale l'Armata Rossa subì forti perdite anche nel 1945 e dovette combattere strenuamente fino all'ultimo per conquistare Berlino, Vienna e Praga.

### Divisioni motorizzate e meccanizzate

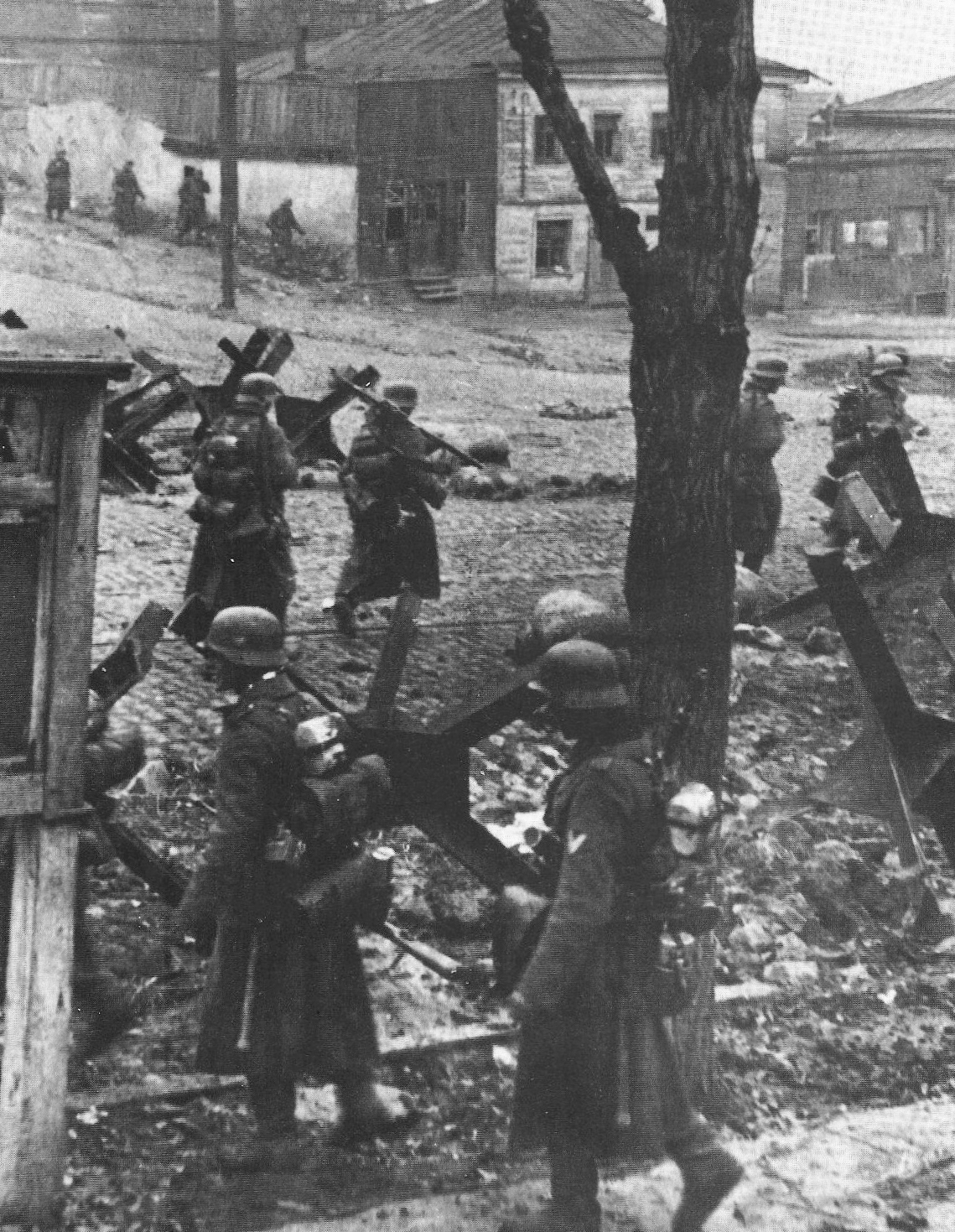
Fanteria tedesca della 57. Infanterie-Division nell'ottobre 1941 durante la prima battaglia di Char'kov.

Le divisioni di fanteria motorizzata (successivamente trasformate in meccanizzate o Panzergrenadier) nell'idea stessa della Guerra lampo dovevano stare al passo con le punte corazzate ed erano quindi completamente dotate di veicoli a motore. Durante la campagna di Polonia furono impiegate 4 divisioni di fanteria motorizzata, ognuna composta di 3 reggimenti di fanteria e un reggimento di artiglieria motorizzata, ma dopo questa campagna perdettero il loro terzo reggimento di fanteria.
Durante i primi mesi di guerra sul fronte orientale, la divisione motorizzata comprendeva 2 reggimenti di fanteria motorizzata di 3 battaglioni, un reggimento di artiglieria motorizzata e battaglioni esploranti, trasmissioni, genio, gruppi supportivi e servizi divisionali. La forza della divisione motorizzata poteva contare su 16.400 uomini con 2.800 veicoli. Nel 1943 le divisioni motorizzate furono trasformate in divisioni Panzergrenadier e rinforzate con un battaglione di carri armati che, più tardi, nel corso della guerra, sarebbe diventato un battaglione di cannoni semoventi (StuG). Nel 1944 la forza numerica fu ridotta a 14.738 uomini, mentre la sua potenza di fuoco venne leggermente aumentata.

### Divisioni corazzate
Durante la campagna di Polonia e di Francia, la divisione corazzata consisteva di 2 reggimenti carri, articolati su 2 battaglioni di 4 compagnie con 32 carri armati ciascuno. Ciò dava un totale di 561 carri armati, compresi i carri comando e quelli di riserva; in realtà, al momento della mobilitazione generale, il numero effettivo di carri impiegabili si aggirava intorno ai 300. La divisione era fornita di un misto di carri leggeri, Panzer I e Panzer II (che, come armamento, avevano solo mitragliatrici e un cannone da 20 mm), e pochi carri armati più pesanti Panzer III e Panzer IV. Ogni divisione aveva 2 reggimenti di fanteria totalmente motorizzati, i quali in seguito avrebbero ricevuto il nome di Panzergrenadier; il battaglione esplorante era dotato di autoblindo e motocicli. La divisione aveva in proprio anche il battaglione trasmissioni motorizzato e altri servizi.
Il successo delle formazioni corazzate tedesche non dipese tanto della qualità dei veicoli, che sotto alcuni aspetti nel 1940 erano inferiori a quelli nemici, ma da una superiorità di organizzazione e da un'abilità tattica dei comandanti. Il numero delle grandi unità corazzate salì a 10 divisioni nel 1940,per raddoppiare l'anno seguente alla vigilia dell'operazione Barbarossa semplicemente assegnando un solo reggimento carri anziché due, a 25 nella primavera del 1942, e alle 35 meno potenti del 1945 (comprese una divisione della Luftwaffe e 7 delle Waffen-SS).

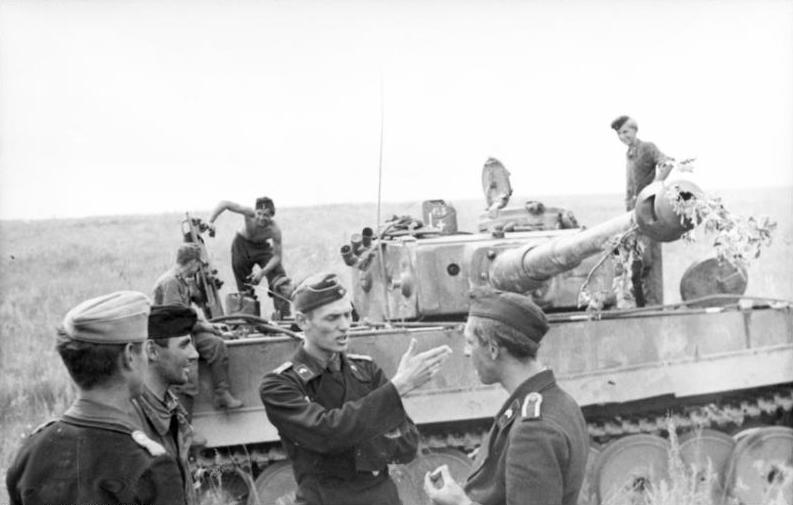
Equipaggi di carri tedeschi Panzer VI Tiger I durante la campagna dell'estate 1943 sul fronte orientale.

La divisione corazzata del 1941-42, con una forza effettiva di 15.600 uomini e 150-200 mezzi corazzati, era costituita da un reggimento carri armati di 2 o 3 battaglioni (ognuno con 3 compagnie), una brigata Panzergrenadier di 2 o 3 reggimenti, un reggimento di artiglieria e le solite unità divisionali di supporto, che comprendevano forti battaglioni controcarri ed esploranti. Il battaglione controcarri divenne sempre più importante durante la guerra e comprendeva 3 compagnie motorizzate di cannoni leggeri da 37 mm o 50 mm, e una compagnia contraerea di 12 cannoni da 20 mm; successivamente però il battaglione fu dotato di cannoni controcarro da 75 mm e di Jagdpanzer, cioè cacciacarri o carri caccia, cannoni controcarro cingolati pesantemente corazzati, ma rapidi, che si distinguevano dai carrarmati per il basso profilo conseguente all'assenza di torretta girevole (il puntamento sul piano orizzontale avveniva ruotando coi cingoli l'intero mezzo) e perciò idonei all'imboscata e a meglio sfuggire al tiro dei carri nemici. Il battaglione esplorante era sia un'unità da combattimento sia da ricognizione; con una forza di 1.140 uomini, il battaglione era molto mobile e pesantemente armato.
Nel 1944 la divisione corazzata fu riorganizzata: la sua forza effettiva fu ridotta a 14.727 uomini e il reggimento carri armati a 2 battaglioni di 4 compagnie, ognuna con 48 carri armati. Un battaglione era equipaggiato con il carro armato Panzer IV e l'altro con i nuovi carri armati Panther. Il reggimento di artiglieria poteva essere costituito da un'Abteilung di 12 Wespe (105 mm) e 6 cannoni semoventi Hornisse (150 mm), un'Abteilung di 2 batterie di 6 obici da 105 mm e una terza Abteilung di 3 batterie di 4 obici da 150 mm. L'elemento fanteria corazzato era costituito da 2 reggimenti, uno dei quali era ben dotato di mezzi corazzati; il primo battaglione era montato su semicingolati e il secondo su autocarri. Ogni reggimento aveva una compagnia per fanteria semoventi da 150 mm e una compagnia pionieri.
L'ultimo cambiamento organizzativo ebbe luogo nel marzo del 1945 con l'introduzione della "divisione corazzata 1945", che vide una drastica riduzione della forza del reggimento carri armati, passato a solamente 50 mezzi corazzati e a 11.400 uomini. Il nuovo ordinamento fu promulgato soltanto sei settimane prima della capitolazione ed è quindi improbabile che la "divisione 1945" sia stata impiegata in molte azioni.

### Divisioni leggere e di cavalleria
Le prime divisioni leggere, costituite nel 1937-38, erano formazioni di cavalleria motorizzata che di solito comprendevano un battaglione carri armati leggeri, uno o 2 reggimenti fucilieri di cavalleria (ognuno composto di 2 o 3 battaglioni), un reggimento di artiglieria motorizzata (24 obici da 105 mm), un battaglione controcarro (con 36 cannoni da 37 mm, 12 cannoni da 20 mm) e un battaglione esplorante motorizzato.

### Divisioni da montagna e alpine
Le 3 divisioni da montagna esistenti nel 1939 furono organizzate in maniera simile a quella della divisione di fanteria standard, sebbene sul campo l'organizzazione potesse variare secondo le circostanze; la formazione tipo comprendeva 2 reggimenti di fanteria, ognuno su 3 battaglioni, comprensivi ciascuno di 4 compagnie. Il reggimento di artiglieria aveva 2 Abteilungen con 8 cannoni da 104 mm e un'Abteilung con 9 cannoni da 105 mm. L'Abteilung controcarro comprendeva 24 cannoni da 37 mm ed era rinforzato dalle 2 compagnie controcarro, ognuna delle quali disponeva di 9 cannoni da 37 mm e di 3 cannoni da 47 mm. Nel 1943 dopo l'8 settembre le divisioni di montagna della Wehrmacht furono inviate a comando di compagnie dei nuovi arruolati nell'"Alpenvorland", oggi Trentino-Alto Adige, queste compagnie vennero denominate CST e SOD (Corpo di Sicurezza Trentino e Südtiroler Ordnungsdienst (originariamente Sicherungs- und Ordnungsdienst, abbreviato SOD, letteralmente "Servizio d'ordine del Sudtirolo" in tedesco) fu un'organizzazione ausiliaria parapoliziesca attiva tra il 1943 e il 1945. In questo corpo venivano arruolati tutti i giovani in età consona per servire l'esercito, sotto il comando di ufficiali effettivi Wehrmacht. Quindi a tutti gli effetti anche questi due corpi erano parte integrante della sopracitata forza. Durante questo periodo la SOD e il CST si occupavano esclusivamente ad azioni di controllo e polizia, senza mai entrare offensivamente in armi tranne per un unico episodio in Valsugana. Li una pattuglia al comando del Capitano Meneghini Mario, inseguì e uccise la partigiana Ancilla Meringhetto. Episodio che venne successivamente condannato dall'opinione pubblica del dopoguerra.

### Divisioni di artiglieria
Il punto debole dell'organizzazione dell'artiglieria dell'esercito tedesco era l'incapacità di creare sistemi complessi di fuoco che consentissero l'impiego di tutte le unità di artiglieria sotto un controllo elastico e centralizzato. I comandi tedeschi tendevano a spostare i cannoni da un'unità di fanteria all'altra, cosa che da un lato le rinforzava enormemente, ma che dall'altro comportava un eccessivo concentramento di armi in ambito locale, senza preoccuparsi del fronte nel suo complesso: a questo avrebbe dovuto porre rimedio la divisione di artiglieria. La divisione di artiglieria comprendeva 3 reggimenti di artiglieria mista con unità di fanteria e unità controcarro in appoggio.

### Divisioni paracadutiste e aviotrasportate
Nell'esercito e nell'aviazione la costituzione di reparti paracadutisti incominciò quasi simultaneamente. Nella primavera del 1936, l'esercito tedesco costituì un gruppo sperimentale di 15 ufficiali e 80 uomini, che sarebbe diventato il battaglione fucilieri paracadutisti dell'esercito. Durante l'occupazione dei Sudeti, il battaglione passò sotto il controllo della Luftwaffe e il 1º gennaio 1939 fu trasferito sotto il controllo dell'aviazione. Da allora la Luftwaffe assunse la piena responsabilità del reclutamento, addestramento, equipaggiamento e controllo delle truppe paracadutiste, mentre gli altri elementi che componevano le forze aviotrasportate, le truppe da sbarco aeree, addestrate nelle tecniche di sbarco rapido, rimanevano nell'esercito. La divisione paracadutisti era molto simile, nell'organizzazione, alla divisione di fanteria e aveva 2 o 3 reggimenti paracadutisti fucilieri composti ognuno da 3 battaglioni; un reggimento di artiglieria su 2 Abteilungen dotati di cannoni senza rinculo da 105 mm e un battaglione controcarro, armato di cannoni aviotrasportabili da 50 mm oppure da cannoni leggeri da 75 mm.
Nel luglio del 1938 il Generalmajor Kurt Student fu trasferito dall'esercito alla Luftwaffe per occuparsi della preparazione dei paracadutisti. I paracadutisti vennero impegnati in Norvegia per liberare il generale Eduard Dietl, assediato a Narvik; in Belgio, per conquistare la piazzaforte di Eben Emael e i ponti sul canale Alberto; a Creta, per la conquista dell'isola, che rappresentò il maggiore successo di quest'arma in tutta la guerra, pur avendo subito grosse perdite; in Africa con la brigata di Hermann-Bernhard Ramcke; e in Italia, dove si distinsero in particolare durante la battaglia di Montecassino, dove per il loro valore si meritarono l'appellativo di Diavoli Verdi (Grüne Teufel).

### Divisioni da campagna dellaLuftwaffe
Nella seconda metà del 1942 iniziò il trasferimento di personale della Luftwaffe in eccedenza nell'esercito. Tuttavia Göring, temendo una limitazione dei suoi poteri, protestò e s'impegnò a fornire un numero sufficiente di uomini, organizzati in divisioni da campagna, sotto il controllo dell'aviazione. Questo fu un grave errore perché gli ufficiali e gli uomini di truppa non erano addestrati al combattimento di fanteria e molte di queste unità vennero annientate alla loro prima esperienza in combattimento. In totale furono costituite circa 20 divisioni. Nel 1943 infatti questi soldati, inizialmente vestiti con uniformi da campo furono riarmati per il combattimento con mimetiche e nuove uniformi.
Le divisioni da campagna della Luftwaffe comprendevano 2 reggimenti, ognuno di 3 battaglioni, ed erano grosso modo simili alle "divisioni di fanteria 1944", ma le unità di supporto erano presenti in scala ridotta e la loro forza era soltanto di 9.800 uomini ciascuna.

### DivisioniVolksgrenadier
Nate nella seconda metà del 1944, molte di queste divisioni furono messe insieme con i resti di normali divisioni di fanteria distrutte in combattimento; la loro qualità variava notevolmente, secondo il numero di soldati esperti e le dotazioni di armamento e di equipaggiamento assegnate. In tutto, furono formate o ricostituite circa 80 di queste divisioni, prima del crollo finale del Terzo Reich. La divisione Volksgrenadier comprendeva, molto spesso solo sulla carta, 3 reggimenti di 2 battaglioni, un reggimento di artiglieria (24 obici da 105 mm, 12 obici da 150 mm, 18 cannoni da 75 mm), un battaglione controcarro, uno del genio e uno trasmissioni. Con rudimentali servizi divisionali, ammontava a circa 10.000 uomini, molti dei quali adolescenti e ultracinquantenni.

## Tattiche dell'esercito tedesco

### Tattiche della fanteria tedesca

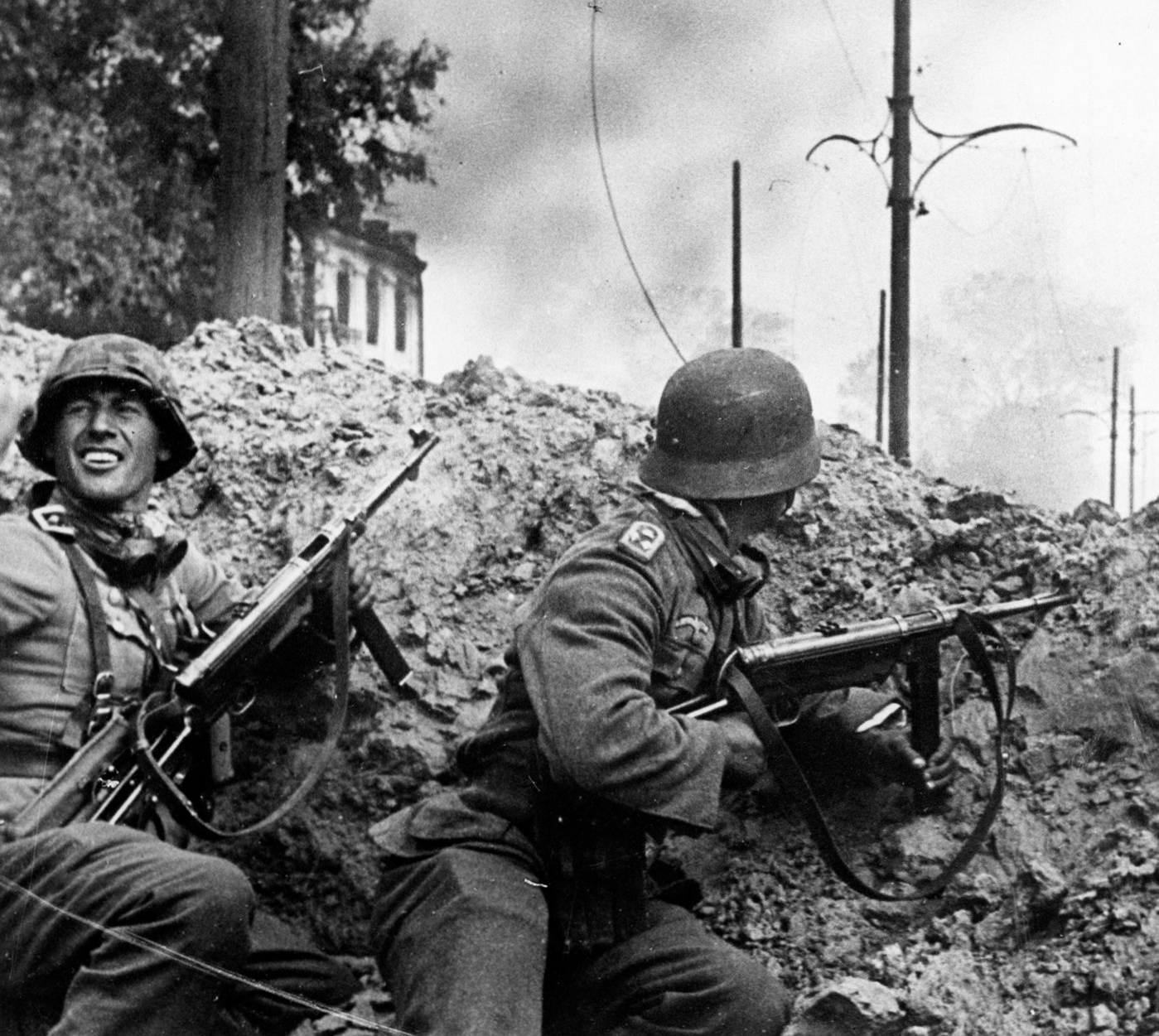
Panzergrenadier della 24. Panzer-Division in azione durante i combattimenti nella città di Stalingrado.

Dal punto di vista tattico sul campo di battaglia l'elemento fondamentale delle unità tedesche era il battaglione di fanteria o panzergrenadier; in fase offensiva il battaglione tedesco veniva concentrato su un fronte ristretto di circa 400-1000 metri dopo aver individuato il cosiddetto schwerpunkt nemico (il "centro di gravità" delle linee avversarie). L'attacco poteva essere in alcuni casi frontale (Frontaler Angriff) ma di regola venivano preferiti attacchi sui fianchi (Flankenangriff) preceduti se possibile da manovre di avvolgimento (Umfassender Angriff). Se era impossibile assaltare direttamente il fianco del nemico, la fanteria tedesca poteva adottare il Flügelangriff, l'attacco obliquo sulle ali. Nelle tattiche tedesche veniva particolarmente enfatizzato la necessità di agire rapidamente; circa 40 minuti erano ritenuti sufficienti per la fase preparatoria di un attacco del battaglione dopo aver individuato la posizione nemica; inoltre era richiesto che il comandante si tenesse molto vicino alla prima linea per poter dirigere personalmente il combattimento. L'attacco vero e proprio era diviso in tre fasi: heranarbeiten, la fase di avanzata fino alla posizione favorevole per l'assalto, Einbruch, l'incursione nelle posizioni dell'avversario, e il combattimento in profondità all'interno del fronte nemico, Kampf in der Tiefenzone.
Dal punto di vista organizzativo e tattico il battaglione era suddiviso in compagnie a loro volta costituite da plotoni; il plotone tipico dell'esercito tedesco fino al 1943 era costituito da 49 soldati divisi in quattro sezioni, il comando e un gruppo di mortai da 5 cm; negli ultimi anni della guerra la sua forza numerica fu ridotta e i plotoni furono formati da 33 uomini, un ufficiale, 3-4 sottufficiali, 29 soldati, divisi in tre sezioni. La potenza di fuoco del plotone tedesco, nonostante l'indebolimento numerico, rimase molto elevata durante tutta la guerra; esso disponeva di regola di 4 mitragliatrici, di 7 fucili mitragliatori e 22 fucili; inoltre i plotoni di fanteria motorizzata o panzergrenadier, disponendo di 9 mitragliatrici, erano ancor meglio armati. Il plotone di fanteria di regola adottava la formazione "a freccia" durante l'avanzata; in alternativa si poteva muovere in colonna o in linea. Il comandante di plotone aveva un ruolo fondamentale: egli decideva autonomamente l'obiettivo, l'area di schieramento e la formazione da impiegare; la dottrina tedesca enfatizzava al massimo la necessità di essere aggressivi e di preferire le rapide decisioni, anche se arrischiate, piuttosto che perdere tempo nell'incertezza. L'ufficiale doveva spingere in profondità l'assalto guidando personalmente con la sua azione esemplare gli uomini, sollecitando a proseguire nell'attacco con la massima energia.

## Gradi militari
I gradi dello Heer esprimevano una gerarchia di gradi militari, così come la Kriegsmarine e l'Luftwaffe.